# Alteraciones de Aragón

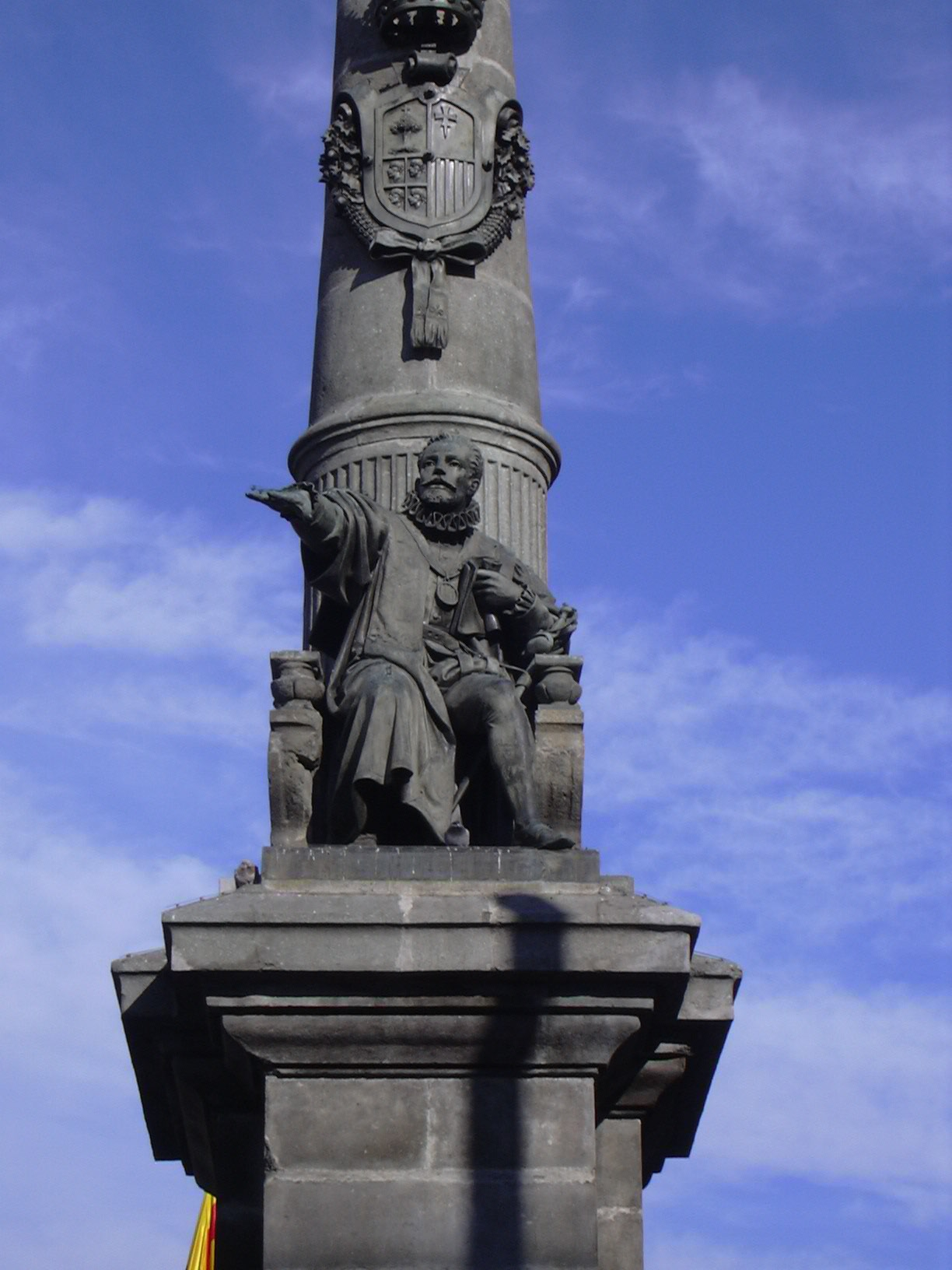
Staua di Juan de Lanuza y Urrea nel monumento al justiciazgo a Saragozza

Sono noti come Alteraciones de Aragón gli eventi accaduti in Aragona durante il regno di Filippo II di Castiglia e I d'Aragona. Il Regno d'Aragona era rimasto tranquillo durante la prima metà XVI secolo, mentre si svolgeva la rivolta dei comuneros in Castiglia e dei Germanies a Valencia, ma la seconda metà del secolo fu segnata da una serie di conflitti che sconvolsero il regno e culminarono nello scontro diretto tra il re e le istituzioni aragonesi.

## Antefatti
Ad una situazione già deteriorata in Aragona per la Guerra di Ribagorza, si aggiunsero il dispotico trattamento dei nobili nei confronti dei loro vassalli, la repressione delle rivolte di questi ultimi ad Ariza, Ayerbe e Monclús, le proteste per l'abuso del Privilegio de los veinte a Saragozza, gli scontri violenti tra montagnardi e moriscos e il pleito del virrey extranjero. Infine, nell'aprile 1590, aiutato da sua moglie Juana Coello, entrò in Aragona Antonio Pérez. Egli era stato il segretario di Stato di re Filippo II fino al 1579, anno in cui venne arrestato con l'accusa di aver fatto assassinare Juan de Escobedo — segretario e consigliere di Don Giovanni d'Austria — e di aver abusato della fiducia del re per cospirare contro di lui. 
Dopo esser fuggito dalla prigione di Madrid, giunse a Saragozza, dove si pose sotto la protezione dei fueros de Aragón e fu coperto dal Privilegio de Manifestación - protezione della giustizia aragonese. Qui ottenne l'appoggio del duca di Villahermosa (al quale avevano espropriato i possedimenti a Ribagorza), del conte di Aranda, e in particolare di Diego de Heredia (della piccola nobiltà). Filippo II, temendo che il tribunale aragonese non avrebbe condannato Antonio Pérez, desistette dal continuare il processo ordinario contro di lui e lo portò in giudizio presso un tribunale al quale, il Justicia de Aragón, non poteva opporsi: l'Inquisizione. Antonio Pérez venne accusato di eresia per aver bestemmiato lamentandosi, con i suoi parenti, per la persecuzione subita.

## I successi del 24 maggio 1591
Il 24 maggio 1591, a seguito di una petizione degli inquisitori e su ordine del Justicia Juan de Lanuza y Perellós, Antonio Pérez venne trasferito alla prigione che l'Inquisizione aveva ad Aljafería. Dopo di che Heredia e i suoi seguaci attaccarono e fatalmente ferirono a morte il marchese di Almenara, rappresentante del re nella causa, dopo che i suoi servitori erano stati disarmati dal Justicia. Successivamente si diressero ad Aljafería e, dopo violenze e minacce, ottennero che Pérez fosse trasferito al carcere dei manifestanti. Gli Inquisitori di Saragozza emisero un editto ricordando le severe sanzioni che avrebbero potuto essere comminate a coloro che maltrattavano i ministri del Sant'Uffizio, a cui i rivoltosi risposero con nuove minacce.
Quando Filippo II ricevette la notizia della rivolta e della successiva morte di Almenara, ordinò che le forze che stava approntando per sostenere le lega cattolica nella guerra dei tre Enrichi in Francia si concentrassero nella piazzaforte di Ágreda per raggiungere la frontiera con l'Aragona. Dopo aver consultato i propri consiglieri, il re scrisse un messaggio alle università e città dell'Aragona, descrivendo il tumulto di Saragozza e chiedendo loro calma e obbedienza alle disposizioni del viceré. Le città, paesi e comunità risposero condannando la rivolta e chiedendo la punizione dei suoi promotori e che venisse isolata Saragozza, dove tutti i rivoltosi sembravano essersi riuniti. Il Consiglio consultò un gruppo di studiosi per chiarire se fosse stato contro la legge il passaggio di Pérez all'Inquisizione, a cui il consiglio rispose che non c'era stata alcuna azione contro la legge; a seguito di questo verdetto si preparò il secondo trasferimento di Pérez al carcere del Sant'Uffizio. I rivoltosi risposero di nuovo con minacce e violenze, rendendo impossibile l'esecuzione delle disposizioni del Consiglio. Questo, piuttosto che imporre la propria autorità, inviò una lettera all'Inquisitore generale ponendo in discussione la veridicità dei testimoni contro Pérez, e insinuando che erano stati corrotti per deporre il falso, dal defunto marchese di Almenara e dall'inquisitore Molina de Medrano. Vedendo come evolveva il suo caso, Pérez tentò di fuggire dal carcere dei manifestanti, ma venne scoperto, e il Justicia ordino il suo trasferimento ad una prigione più sicura e meglio sorvegliata.

## I successi del 24 settembre 1591
Dopo molte discussioni e grandi preparativi, le autorità aragonesi ordinarono il trasferimento di Antonio Pérez al carcere dell'Inquisizione per il 24 settembre, ma due giorni prima morì il Justicia Juan de Lanuza e Perellós e, in conformità con le disposizioni del re, gli succedette in carica il figlio Juan de Lanuza y Urrea, di soli ventisei anni. Il giorno stabilito, il Governatore chiuse le porte della città e distribuì guardie armate lungo il percorso tra le due prigioni. La tensione in città era molto forte, e la decisione di chiudere le porte lasciò inattivi in città i contadini che dovevano recarsi a lavorare nei campi. Il Governatore minacciò di uccidere chiunque avesse dimostrato il minimo accenno di opposizione alla giustizia, e un giovane ragazzo che gridava Viva la libertà venne ucciso da uno degli archibugieri; dopo di ciò i sostenitori di Pérez fecero suonare le campane della chiesa di San Pablo.
Con grande formalità, l'inquisitore presentò l'istanza del prigioniero al nuovo Justicia, che con i suoi luogotenenti la studiò e dichiarò conforme alla legge. I deputati del regno, i giurati di Saragozza, un luogotenente di giustizia e il governatore si recarono alla dimora del viceré, dove si trovavano un gran numero di nobili. Il viceré approvò l'accordo e tutti si recarono alla prigione dei manifestanti per effettuare il trasferimento. Convocata dal suono delle campane, una folla si era radunata davanti alla prigione dove era recluso Antonio Pérez. All'approssimarsi della carrozza dell'Inquisizione, i sostenitori di Pérez attaccarono le guardie, alcune delle quali si unirono ai ribelli e altre fuggirono, così come fecero le autorità. La folla, che aveva incendiato la casa in cui si era rifugiato il governatore, minacciò di fare altrettanto con il carcere, e le guardie si lasciarono sfuggire Antonio Pérez, che assieme ad alcuni dei suoi sostenitori si avviò verso la porta di Santa Engracia, che gli ammutinati avevano aperta, permettendo a Pérez e ai suoi compagni di uscire dalla città ed avviarsi verso la Francia. Nei disordini vennero uccise più di trenta persone, e molte altre rimasero ferite. Dopo che Pérez fuggì dalla città, e grazie alla mediazione del clero, gli animi si calmarono.

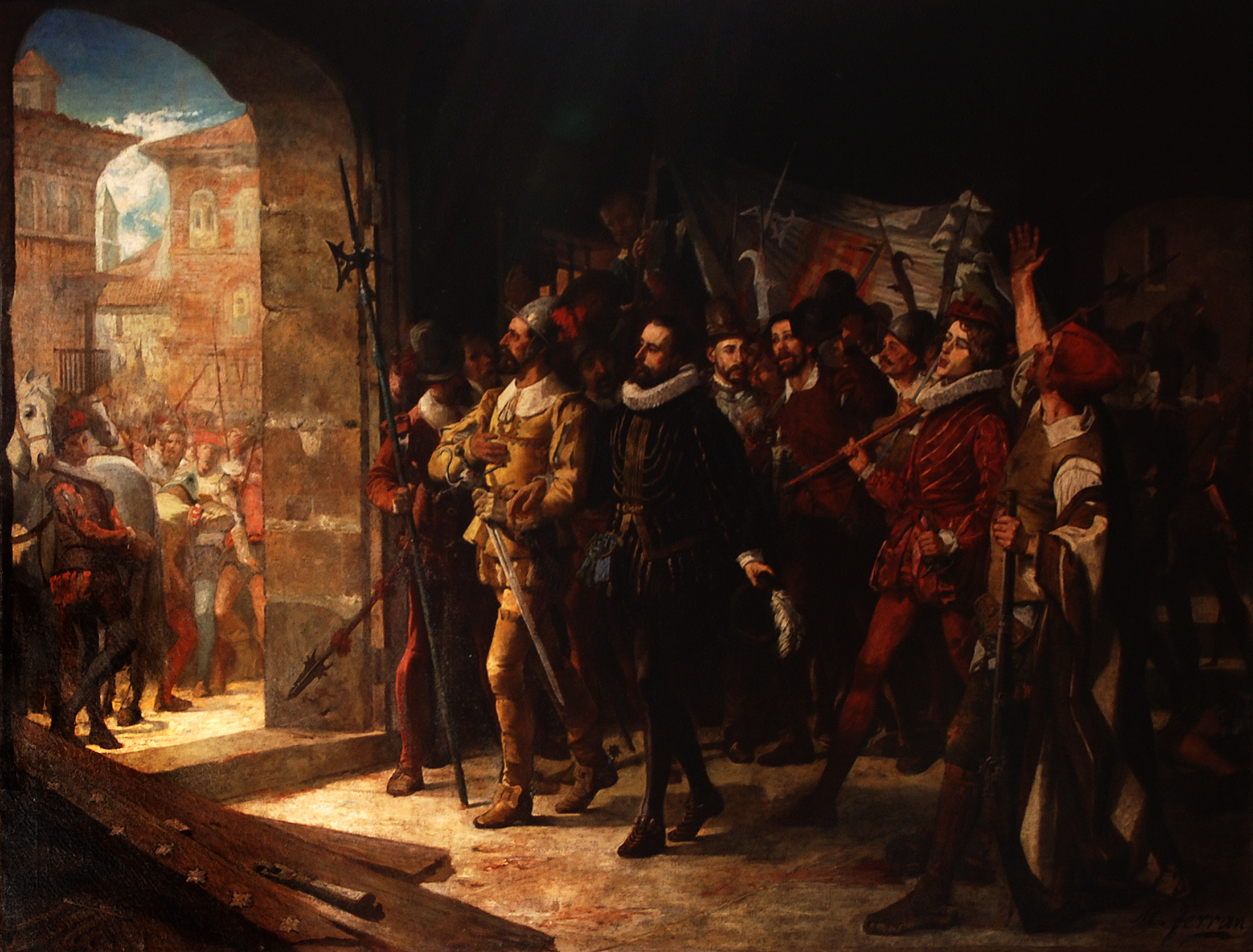
Antonio Pérez liberato dalla prigione il 24 settembre 1591.

Quando la notizia dell'accaduto giunse alla corte reale, Filippo II ordinò la riunione di una Junta de Estado, che decise di rafforzare il confine con la Francia, per evitare che i francesi potessero dar sostegno ai ribelli, e per cercare di riprendere il fuggitivo. Inoltre venne ordinato alle autorità aragonesi di proteggere o distruggere le armi in loro possesso, per timore che cadessero nelle mani dei ribelli. Antonio Perez, viste le difficoltà di arrivare in Francia, decise in segreto di tornare a Saragozza, dove era in contatto con i capi dei rivoltosi spingendoli a pensare che l'esercito reale stava andando in Aragona per abrogare i loro diritti. Le autorità di Aragona ignorarono l'ordine reale e diedero le armi ai ribelli, che presero il controllo di Saragozza Il re decise allora di marciare verso l'Aragona, con il suo esercito, per ristabilire l'autorità della giustizia e del Sant'Uffizio Il 15 ottobre il re mandò alle città, università e signori di Aragona un messaggio che annunciava l'ingresso dell'esercito e il motivo che lo aveva determinato.

## Ingresso dell'esercito reale in Aragona
La notizia che l'esercito reale stava andando in Aragona sconvolse tutto il regno. I sostenitori di Pérez chiesero al Consiglio di dichiarare l'ingresso dell'esercito contrario alla legge e di ordinare la resistenza armata. I deputati consultarono un gruppo di avvocati che ritenne l'ingresso di forze armate straniere, per far rispettare la giustizia, violazione della giurisdizione del Privilegio General.
Il Consiglio approvò la relazione e la passò al Justicia per studiare il caso e stabilire se l'azione era o meno fuori dalla legge. Il Justicia, sostenuto da quattro dei suoi cinque luogotenenti, confermò che si trattava di azione contro la legge e ordinò la resistenza alle truppe reali, portando le autorità provinciali del Regno in guerra formalmente dichiarata contro il re. La dichiarazione venne pubblicata il 1º novembre e comunicata al concistoro dei signori di Aragona, ai quali fu ordinato di inviare forze a Saragozza per partecipare alla difesa, aspettandosi una forza di circa ventiquattromila uomini armati, molto maggiore dell'esercito reale in arrivo. Venne chiesto aiuto anche al Principato di Catalogna e al Regno di Valencia. Il re respinse le argomentazioni, dicendo che l'esercito non entrava per imporre una giurisdizione straniera, ma per sostenere le autorità civili ed ecclesiastiche di Aragona in modo da poter ripristinare la propria autorità e giurisdizione. I deputati confermarono quanto avevano disposto, ed il re ordinò al suo generale, Alonso de Vargas, di prepararsi ad entrare in Aragona con il suo esercito.
A Saragozza il parere sembrava unanime a favore della resistenza, almeno fino a quando i sostenitori di Pérez rimasero in città, ma il resto di Aragona guardava con sospetto al fatto che coloro che non avevano sostenuto le decisioni del Justicia di restituire Pérez all'inquisizione ora chiedevano di sostenere il Justicia contro il re. Alcuni Concistoro inviarono forze a Saragozza, ma furono molto inferiore al previsto. La maggior parte delle città e università contestarono il Justicia con una lettera comune dicendo che non avrebbero resistito al re al fine di proteggere le loro leggi. Né i vassalli dei signori fuori da Saragozza risposero alla mobilitazione, aiutando anche l'esercito reale con cibo e uomini armati. Neanche i consigli della Catalogna e Valencia inviarono rinforzi. I catalani cercarono di intercedere presso il re a non lasciare entrare l'esercito, ma senza successo.

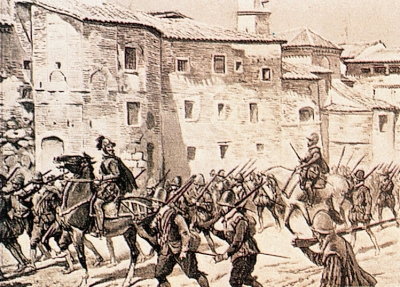
Le truppe reali entrano a Saragozza.

Il Justicia nominò come capitani della loro forza i sostenitori di Pérez, gli stessi che in precedenza si erano ammutinati contro le disposizioni dello stesso Justicia sulla questione di Pérez. L'esercito reale entrò in Aragona il 7 e 8 novembre, e disponeva di dodicimila fanti, duemila cavalieri e venti pezzi di artiglieria. La forza a disposizione del Justicia, che lasciò Saragozza l'8 novembre, era costituita da appena duemila uomini, molto meno in numero, esperienza ed equipaggiamento rispetto alla forza reale. L'esercito reale avanzò senza incontrare opposizione ricevendo piuttosto aiuto dai signori locali. Alonso de Vargas fu attento a mantenere la disciplina del suo esercito e ad evitare gli eccessi, secondo le istruzioni che aveva ricevuto dal re. Il Justicia aveva ordinato la distruzione del ponte di Alagón sul fiume Jalon, per ostacolare l'avanzata delle forze reali, ma i suoi ordini vennero ignorati e l'imponente esercito reale trovò il ponte indifeso e intatto. Il Justicia e le sue forze ripararono ad Utebo e quando il Justicia venne a conoscenza che le truppe reali si dirigevano, senza incontrare ostacoli, velocemente verso Saragozza, sapendo che le sue truppe erano molto meno numerose e molto indisciplinate, decise di abbandonarle e dirigersi verso Épila, dove incontrò il duca di Villahermosa e il conte di Aranda. Conosciuta la notizia, le forze dell'accampamento di Utebo si dispersero in tutte le direzioni, mentre Antonio Pérez e i suoi principali sostenitori si dirigevano verso Béarn (Francia). Alonso de Vargas, il viceré, il governatore d'Aragona e l'esercito reale entrarono senza incontrare opposizione a Saragozza il 12 novembre 1591.

## La repressione
I seguaci di Pérez cercarono di tornare in Aragona con il supporto di  Enrico di Navarra, ma vennero respinti e alcuni dei loro capi, tra cui Heredia, catturati e giustiziati. Juan de Lanuza y Urrea ritornò a Saragozza, dove venne catturato e decapitato per ordine reale sulla piazza del mercato; la stessa sorte subirono molti di coloro che avevano guidato la rivolta. Villahermosa e il conte di Aranda vennero arrestati ad Épila e inviati in Castiglia, dove morirono misteriosamente in carcere. Pérez fuggì in Francia e poi in Inghilterra, luoghi in cui stimolò la leyenda negra contro il monarca e morì nel 1611.

## Accordo con leCortesaragonesi
Nel 1592 Filippo II convocò la Cortes del Regno d'Aragona. Non venne soppressa alcuna istituzione aragonese, ma vennero riformate: il re ora aveva il diritto di nominare un viceré non aragonese; il Consiglio Generale del Regno di Aragona (comitato di Cortes) perse un po' di controllo sulle finanze aragonesi e sulla sorveglianza regionale, perdendo anche il potere di chiamare i rappresentanti delle città; la Corona poteva esautorare il Justicia de Aragón e la Corte di giustizia fu messa sotto il controllo del re; infine, gli aspetti del sistema giuridico aragonese vennero modificati. Nel mese di dicembre del 1593, dopo la conclusione del lavoro delle Cortes, le truppe di Filippo II si ritirarono.
La maggior parte degli storici concordano sul fatto che l'accordo alle Cortes di Tarazona fu un compromesso tra i nobili e il re. I nobili preferirono accettare l'autorità del re come garante dei loro privilegi, anche cedendo il potere legislativo. Sono d'accordo inoltre che Filippo II fu in grado di porre fine ai privilegi creando una struttura centralizzata (aveva un esercito ed i ribelli erano soli con un supporto limitato in Aragona e senza il supporto desiderato di Catalogna o di  Valencia). Ma non fu così, e le ragioni sono molteplici: Filippo II, pur essendo un monarca assoluto regnava attraverso viceré e consigli. Un tentativo di centralizzazione avrebbe richiesto l'abolizione delle fueros in Catalogna e a Valencia, ma questi non diedero adito a realizzare una tale azione, perché furono fedeli al re durante la rivolta. I componenti della Corona d'Aragona passarono attraverso un lungo periodo di depressione economica e le loro Cortes normalmente concessoro gli stanziamenti richiesti anche se mantenevano la più grande potenza nelle parti più ricche del Regno: Castiglia e Americhe. Ma Filippo non perse l'opportunità di erodere alcuni poteri della nobiltà aragonese limitandone la giurisdizione.